# 曲界田洋拨田碑
曲界田洋拨田碑，位于中国广东省湛江市徐闻县曲界镇龙潮村，为徐闻县的一个县级文物保护单位，类型为古建筑，公布时间为2005年4月29日。
曲界田洋拨田碑的历史年代为清代。